# Transformació de Jordan-Wigner
La transformació de Jordan-Wigner és una transformació que mapeja els operadors de gir amb els operadors de creació i aniquilació fermiònics. Va ser proposat per Pascual Jordan i Eugene Wigner per a models de gelosia unidimensional, però ara també s'han creat anàlegs bidimensionals de la transformació. La transformació de Jordan-Wigner s'utilitza sovint per resoldre exactament cadenes de spin 1D com els models Ising i XY transformant els operadors de spin en operadors fermiònics i després diagonalitzant en la base fermiònica.
Aquesta transformació en realitat demostra que la distinció entre partícules d'espín-1/2 i fermions és inexistent. Es pot aplicar a sistemes amb una dimensió arbitrària.

## Analogia entre espins i fermions
A continuació, mostrarem com mapejar una cadena de spin 1D de partícules d'espín-1/2 a fermions.
Agafeu els operadors Pauli de rotació 1/2 que actuen en un lloc {\displaystyle j} d'una cadena 1D, {\displaystyle \sigma _{j}^{+},\sigma _{j}^{-},\sigma _{j}^{z}}. Prenent l'anticommutador de {\displaystyle \sigma _{j}^{+}} i {\displaystyle \sigma _{j}^{-}}, trobem {\displaystyle \{\sigma _{j}^{+},\sigma _{j}^{-}\}=I}, com s'esperaria dels operadors de creació i aniquilació fermiònics. Aleshores podríem tenir la temptació de posar-nos
{\displaystyle \sigma _{j}^{+}=(\sigma _{j}^{x}+i\sigma _{j}^{y})/2\equiv f_{j}^{\dagger }}
{\displaystyle \sigma _{j}^{-}=(\sigma _{j}^{x}-i\sigma _{j}^{y})/2\equiv f_{j}}
{\displaystyle \sigma _{j}^{z}=2f_{j}^{\dagger }f_{j}-I.}
Ara, tenim les relacions fermiòniques correctes del mateix lloc {\displaystyle \{f_{j}^{\dagger },f_{j}\}=I} ; tanmateix, en diferents llocs, tenim la relació {\displaystyle [f_{j}^{\dagger },f_{k}]=0}, on {\displaystyle j\neq k}, i així els girs en diferents llocs es desplacen a diferència dels fermions que es desplacen. Hem de posar-hi remei abans de prendre l'analogia molt seriosament.
L'any 1928 Jordan i Wigner van realitzar una transformació que recupera les veritables relacions de commutació de fermions dels operadors de spin. Aquest és un exemple especial d'una transformació de Klein. Prenem una cadena de fermions i definim un nou conjunt d'operadors
{\displaystyle a_{j}^{\dagger }=e^{\left(+i\pi \sum _{k=1}^{j-1}f_{k}^{\dagger }f_{k}\right)}\cdot f_{j}^{\dagger }}
{\displaystyle a_{j}=e^{\left(-i\pi \sum _{k=1}^{j-1}f_{k}^{\dagger }f_{k}\right)}\cdot f_{j}}
{\displaystyle a_{j}^{\dagger }a_{j}=f_{j}^{\dagger }f_{j}.}
Es diferencien dels anteriors només per una fase {\displaystyle e^{\pm i\pi \sum _{k=1}^{j-1}f_{k}^{\dagger }f_{k}}}. La fase està determinada pel nombre de modes fermiònics ocupats en els modes {\displaystyle k=1,\ldots ,j-1} del camp. La fase és igual a {\displaystyle +1} si el nombre de modes ocupats és parell, i {\displaystyle -1} si el nombre de modes ocupats és senar. Aquesta fase s'expressa sovint com
{\displaystyle e^{\left(\pm i\pi \sum _{k=1}^{j-1}f_{k}^{\dagger }f_{k}\right)}=\prod _{k=1}^{j-1}e^{\pm i\pi f_{k}^{\dagger }f_{k}}=\prod _{k=1}^{j-1}{e^{\pm i\pi {\frac {\sigma _{k}^{z}+I}{2}}}}=\prod _{k=1}^{j-1}(-\sigma _{k}^{z}).}
Els operadors de spin transformats tenen ara les relacions canòniques fermiòniques anti-commutació adequades
{\displaystyle \{a_{i}^{\dagger },a_{j}\}=\delta _{i,j},\,\{a_{i}^{\dagger },a_{j}^{\dagger }\}=0,\,\{a_{i},a_{j}\}=0.}
Les relacions anti-commutació anteriors es poden demostrar invocant les relacions

{\displaystyle \{e^{(-i\pi f_{j}^{\dagger }f_{j})},f_{j}\}=\{e^{(i\pi f_{j}^{\dagger }f_{j})},f_{j}^{\dagger }\}=0}
La transformació inversa ve donada per
{\displaystyle \sigma _{j}^{+}=e^{\left(-i\pi \sum _{k=1}^{j-1}a_{k}^{\dagger }a_{k}\right)}\cdot a_{j}^{\dagger }}
{\displaystyle \sigma _{j}^{-}=e^{\left(+i\pi \sum _{k=1}^{j-1}a_{k}^{\dagger }a_{k}\right)}\cdot a_{j}}
{\displaystyle \sigma _{j}^{z}=2a_{j}^{\dagger }a_{j}-I}
Tingueu en compte que la definició dels operadors fermiònics és no local pel que fa als operadors bosònics perquè hem de tractar amb una cadena sencera d'operadors a l'esquerra del lloc amb el qual es defineixen els operadors fermiònics. Això també és cert al revés. Aquest és un exemple d'un bucle 't Hooft, que és un operador de desordre en lloc d'un operador d'ordre. Aquest també és un exemple de dualitat S.